# 吕扎什
吕扎什（法語：Luzarches，法語發音：[lyzaʁʃ] ⓘ）是法国法兰西岛大区瓦兹河谷省的一个市镇，属于萨塞勒区。

## 地理
吕扎什（49°6'47"N, 2°25'20"E）面积20.49 平方千米，位于法国法蘭西島大區瓦兹河谷省，该省份为法国北部内陆省份，北起瓦兹省，西接厄尔省，南至塞纳-圣但尼省、上塞纳省和伊夫林省，东临塞纳-马恩省。
与吕扎什接壤的市镇（或旧市镇、城区）包括：绍蒙泰勒、贝尔方丹、塞尔瓦地区拉沙佩勒、夸拉福雷、奥里城、瓦兹河畔阿涅尔、法兰西地区贝卢瓦、埃皮奈尚普拉特勒、福斯、拉西、瑟日、维亚尔姆。

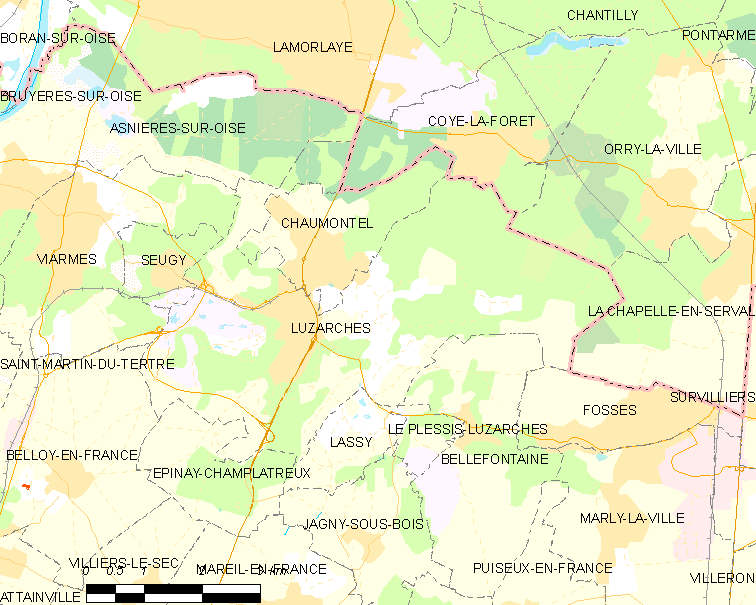
吕扎什的OSM定位图

吕扎什的时区为UTC+01:00、UTC+02:00（夏令时）。

## 行政
吕扎什的邮政编码为95270，INSEE市镇编码为95352。

## 政治
吕扎什所属的省级选区为福斯县。

## 人口

1962-2008年间吕扎什人口变化图示

吕扎什于2022年1月1日时的人口数量为4909人。